# Wellhaugh
Wellhaugh var en civil parish 1866–1958 när det uppgick i Falstone och Kielder, i grevskapet Northumberland i England. Civil parish var belägen 20 km från Bellingham och hade 486 invånare år 1951.